# イポー駅
イポー駅 （イポーえき、マレー語: Stesen keretapi Ipoh） は、マレーシアのペラ州イポーにある、マレー鉄道ウエスト・コースト線及びファリム支線の駅で、クアラルンプール駅からの距離は210km、バタワース駅からは都市間急行列車で1時間半である。

## 概要
イポーの旧市街の中心的存在であり、マレー鉄道一美しいと言われるムーア式とゴシック様式のコロニアル建築の白亜の駅舎をもつ。
第二次世界大戦までは、イポー～トゥロノ (Teronoh) 間のトゥロノ支線が分岐してが、第二次世界大戦時に日本軍によって撤去され（泰緬鉄道に転用された）が終戦後も復旧されずイポー～ファリム間だけが残され、ファリム支線（非営業線）として現在に至っている。

## 歴史
- 1893年10月17日 - 駅開業。（イポー～バトゥ・ガジャ間の開業による）
- 1917年 - 駅舎改築。
- 2008年 - 駅構内全面改築。（イポー～ラワン間複線電化プロジェクトによる）

## 駅構造
単式ホーム1面1線、島式ホーム1面2線をもつ地上駅である。駅舎は東側にあり、下りホームに面している。上りホームとは構内の跨線橋で結ばれている。西側に引上げ線が5線ある。
現在の駅舎は1917年に建設されたもので、2008年に複線電化プロジェクトの一環として駅構内が全面改築されたが、駅舎は以前の物が保存され使用されている。
駅舎の2階、3階部分は1917年以来マジェスティック・ステーション・ホテル・イポーが入居しており現在も営業している。
| 1 | ■KTMインターシティ（上下線） | バターワース・パダン・ブサール方面 クアラ・ルンプール・グマス・シンガポール方面 |
| 2 | ■KTMインターシティ（上下線） | バターワース・パダン・ブサール方面 クアラ・ルンプール・グマス・シンガポール方面 |
| 3 | ■KTMインターシティ（上下線） | バターワース・パダン・ブサール方面 クアラ・ルンプール・グマス・シンガポール方面 |

## 駅周辺
- スルタン・アズラン・シャー空港
- ペラ・スタジアム
- ペラ州立モスク（Masjid Negeri Perak） - 駅から徒歩5分[1]。

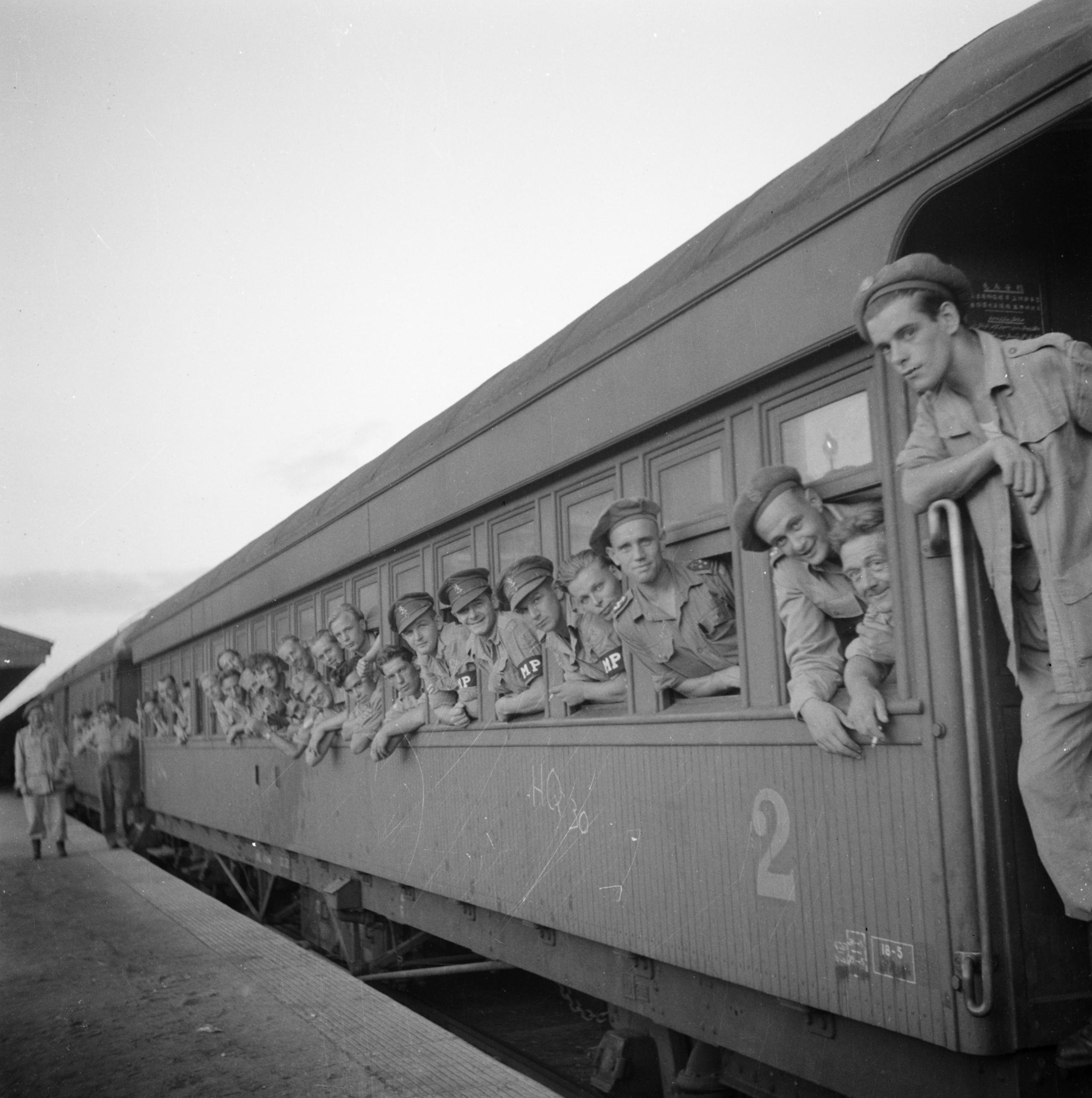
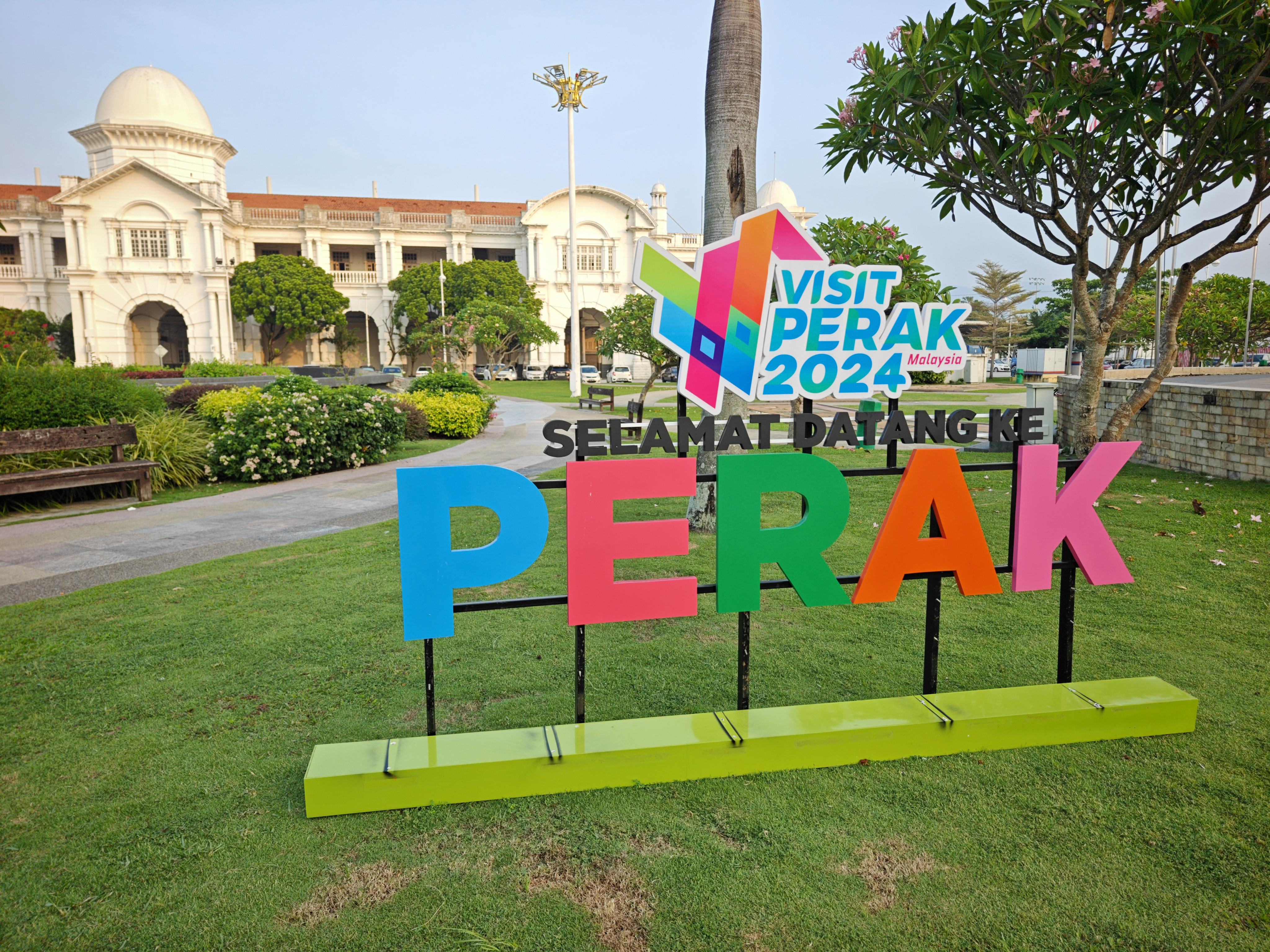
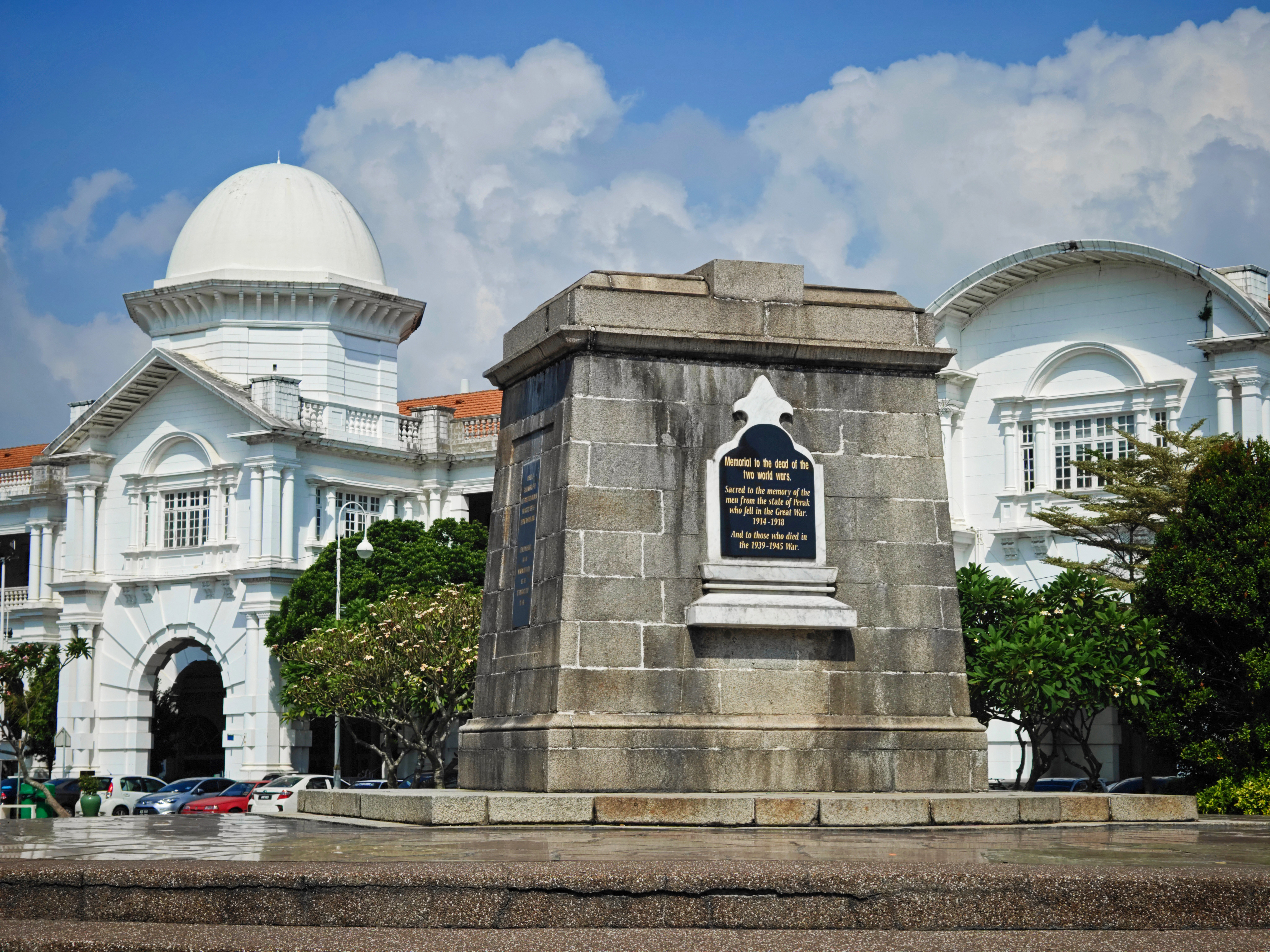
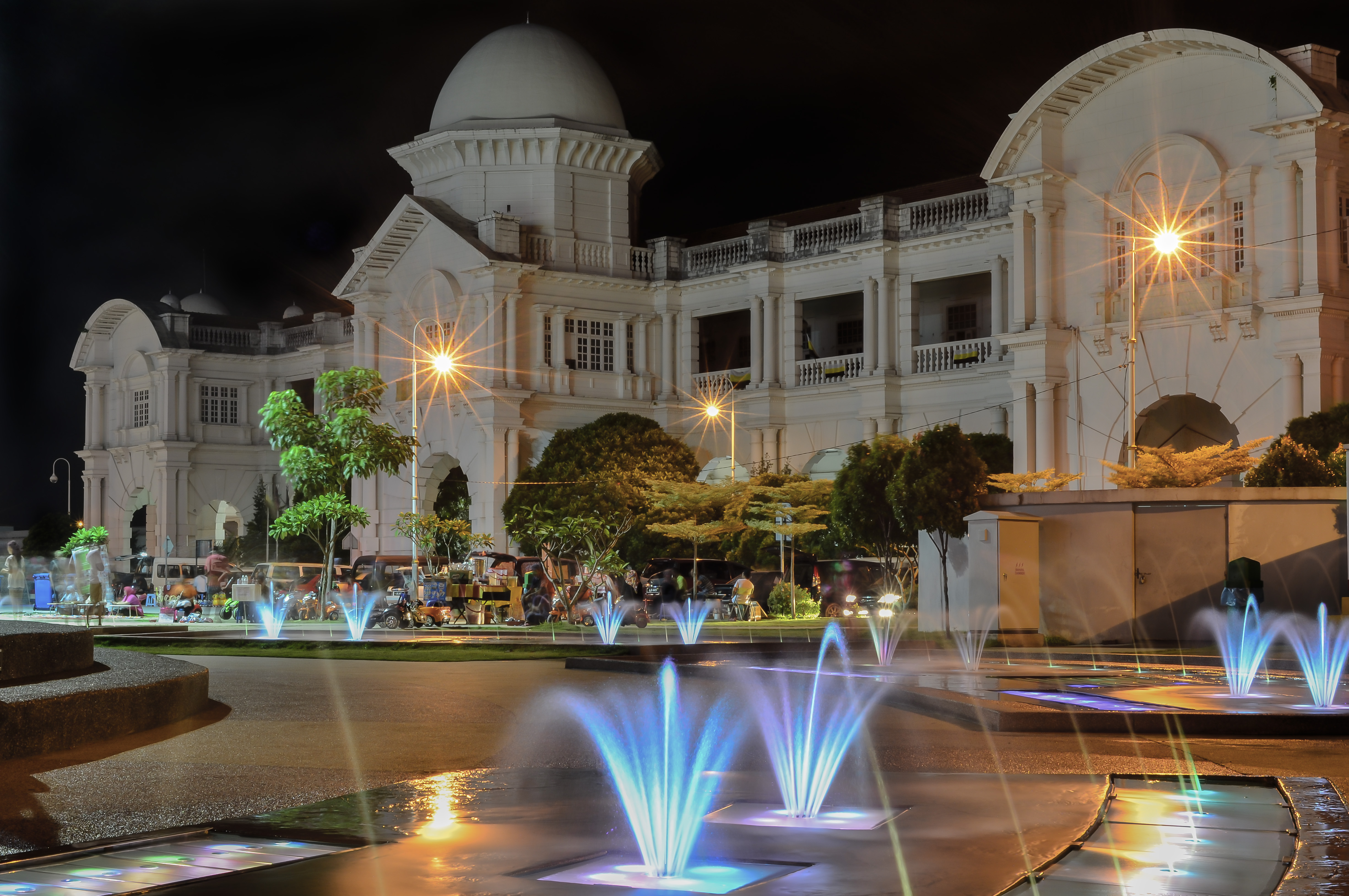
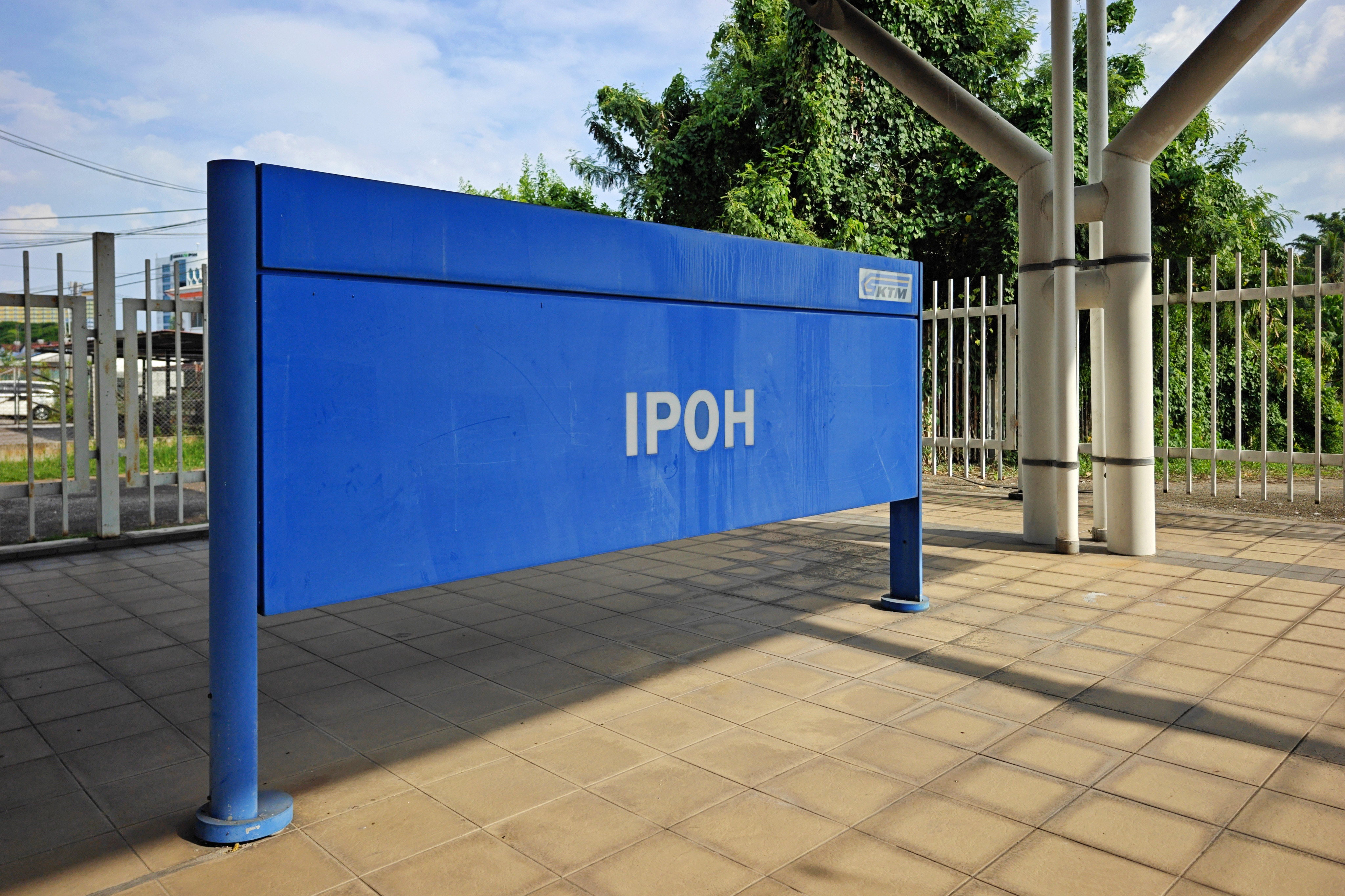
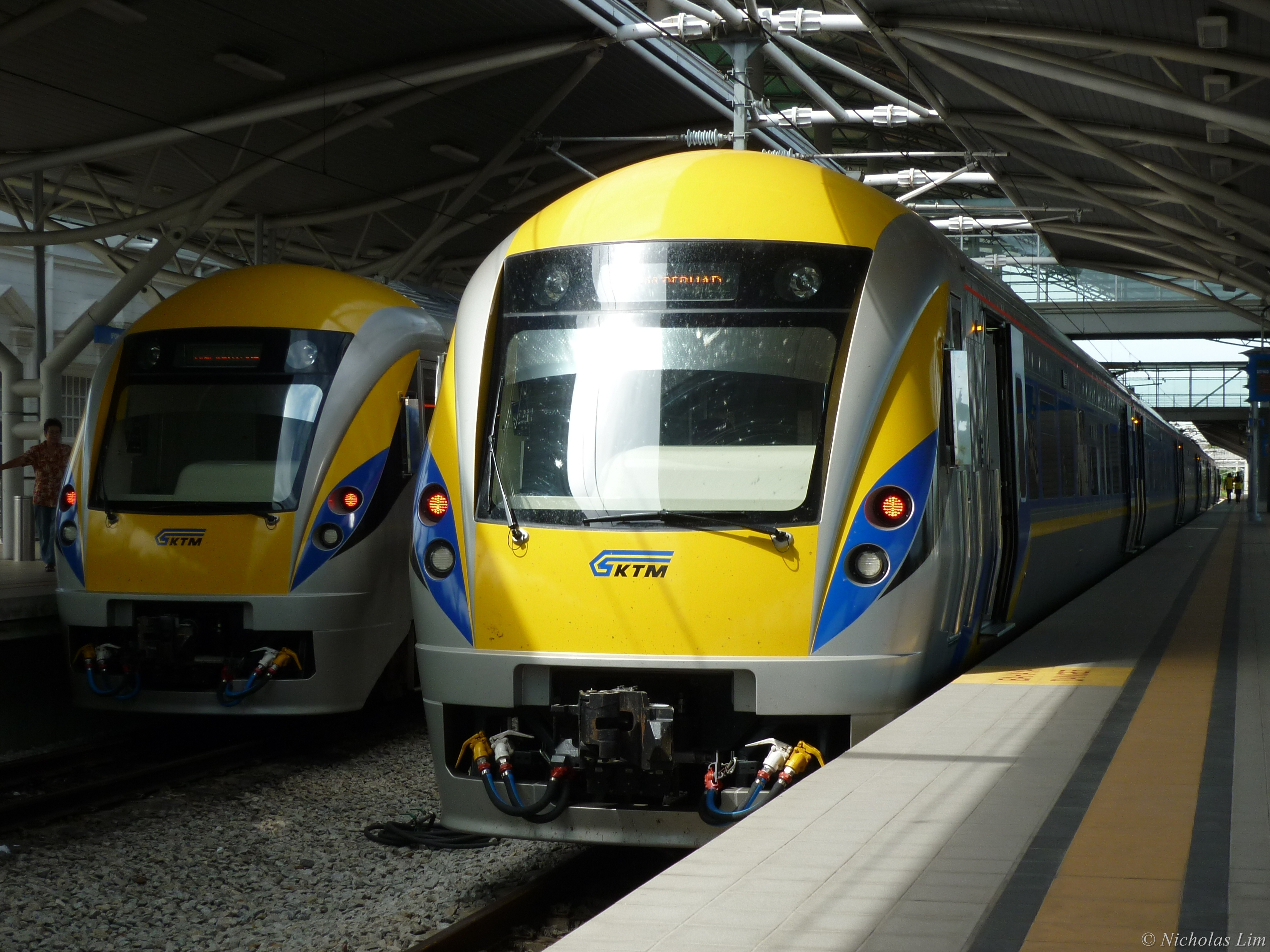
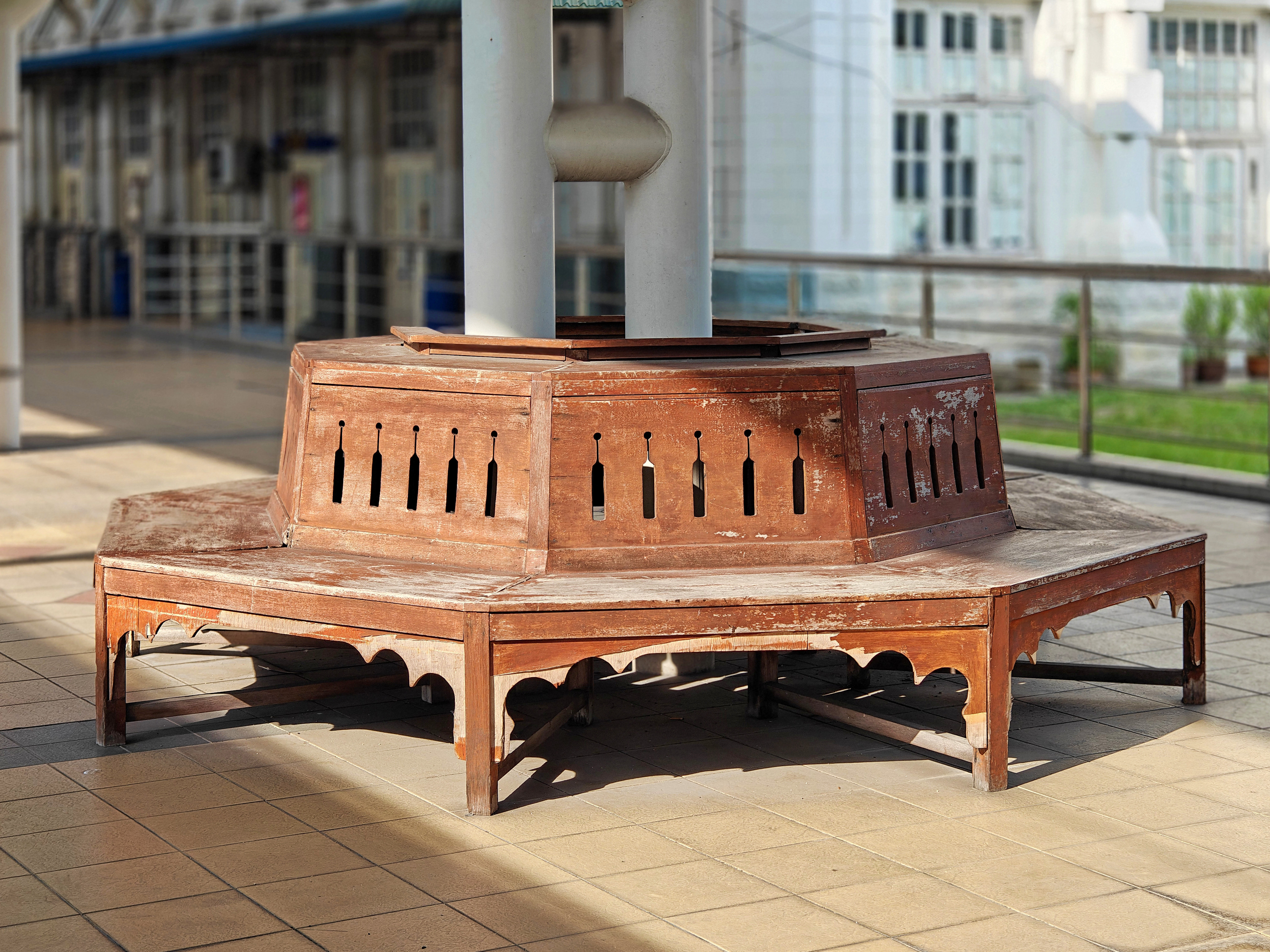
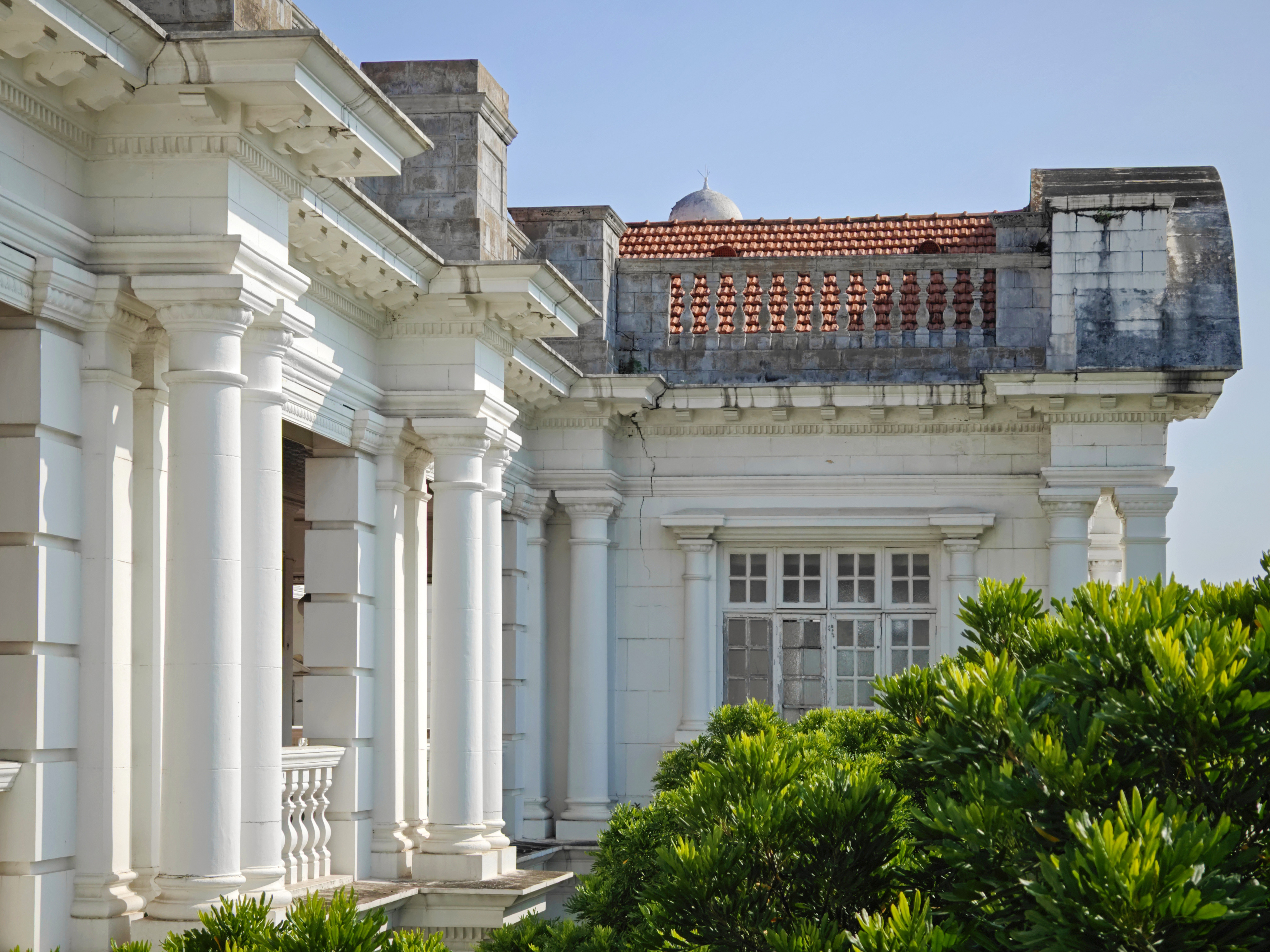
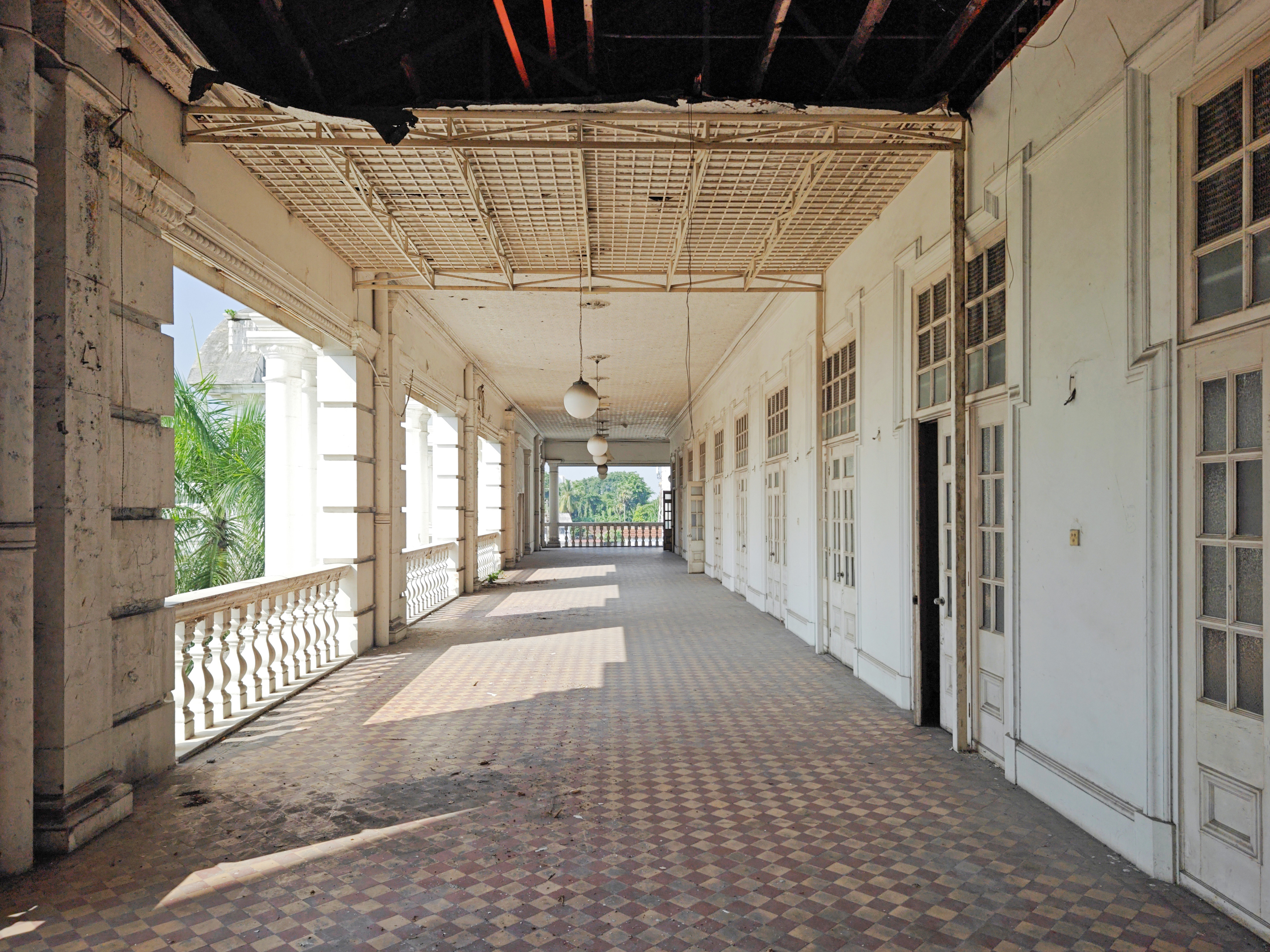